# پیتر سالت
پیتر سالت (انگلیسی: Peter Sollett؛ زادهٔ ۱ ژانویهٔ ۱۹۷۶) تدوین‌گر، کارگردان فیلم و فیلم‌نامه‌نویس یهودی اهل ایالات متحده آمریکا است.
از فیلم‌هایی که وی در آن نقش داشته‌است می‌توان به ملک طلق اشاره کرد.